# 貝合わせ (性技)

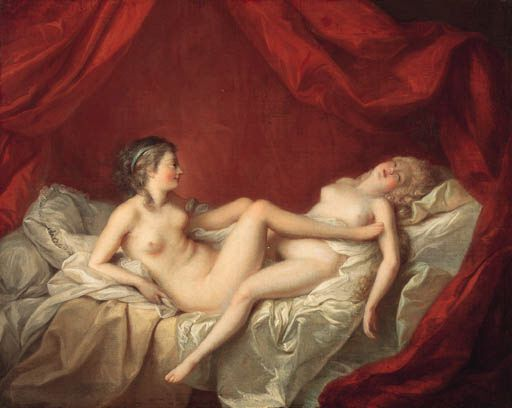
『二人の友人』ジャン＝ジャック・ラグルネ

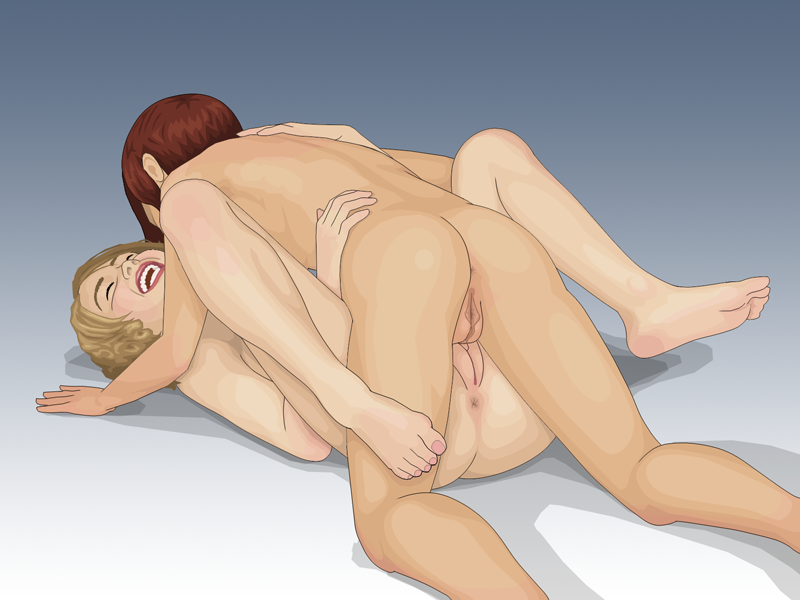
正常位の貝合わせ

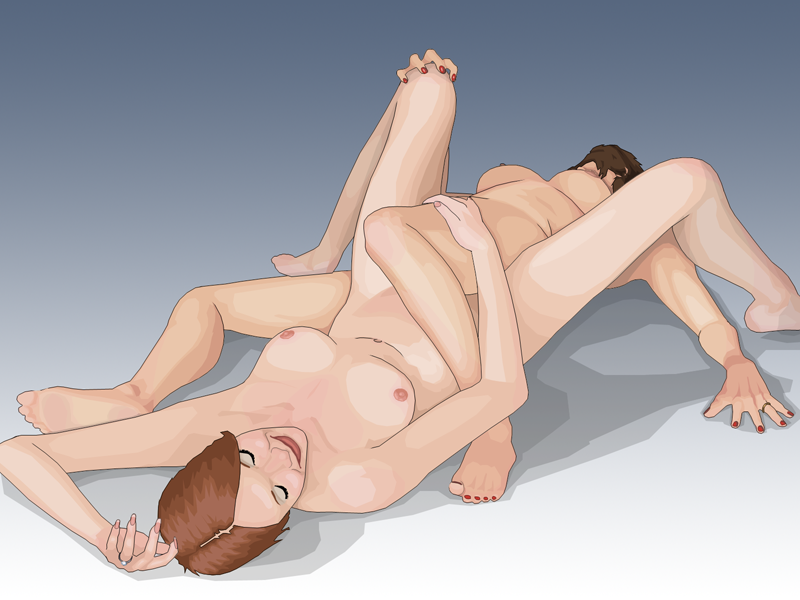
松葉崩しでの貝合わせ、シザリング

貝合わせ（かいあわせ）は、女性同士の性行為の一種。対義語は兜合わせ。

## 概要
貝殻に見立てた女性生殖器同士を直接擦り合わせる性行為を指す。双頭ディルドやペニスバンドを介して行う結合行為とは異なる。クリトリス同士を接触される難易度と突起形状で誰でもできる訳ではない究極の行為の位置付けである。
反対に、男性生殖器同士で行う性行為を兜合わせという。
男女間の性行為やディルド・ペニスバンドを使用した場合のような感覚とは違うが、感度が良く腰使いが上手な女性同士が行った場合、各女性器から溢れる愛液がローションの役割を果たし、その上で性感により硬くなっているクリトリスが擦り合うことで、女性同士のみの快楽を得ることが出来る。
男女間性行為のような結合は無いため、エクスタシーへの時間は互いの協力と思慕に左右される。
体位は四十八手の「松葉崩し」で行うことが一般的とされるが、これは男性向けポルノで形成された偏見に基づくところが大きい。骨盤の形や女性器の位置には個人差があり、双方が上手く快感を得るのは困難なため、より容易な正常位・騎乗位の体勢で行われることが多い。特に正常位で行った場合、乳首同士を合わせる乳首合わせとキスをそれと並行して行うことができるため、より快感を高めることが可能になる。また、お互いの愛液で十分に濡れた女性器(特にクリトリス)を擦り合わせると強い快感を得られるため、それによって絶頂時に潮吹きや尿失禁を伴うことがある。膣口同士が向かい合った状態で同時に絶頂することで、お互いの膣内に潮が入り込む「貝合わせ」。英語圏では擦り合わせを意味する tribadism（トリバディズム）と呼ばれる。とりわけ交差位は、scissoring（シザリング）と呼ばれる。
なお南方熊楠は、Tribadismの原語であるラテン語トリバスについて、『日刊不二』誌にあった、「「トリバジー（女性同性愛を指す）」の語源は、古代ギリシャにいたトリバスという女性」であるとする説を批判し、「摩り触る」を表す古代ギリシャ語トリベインから発生し、性器のみではなく、口唇以外の手などで相手を愛撫する行為を指す、と言っている。
ただ南方は、『根本一切有部苾芻尼毘那耶』18にある、尼僧二人が同じベッドでトリバジーを行い、女役が妊娠、肉塊を出産したが、という話を引き、併せて「19世紀に、ある女性が、以前に男性と肉体関係を持った女性と交接し孕んだ」事例を載せている。